# Adrien Dipanda
Adrien Dipanda (ur. 3 maja 1988 w Dijon) – francuski piłkarz ręczny pochodzenia kameruńskiego, reprezentant kraju, grający na pozycji prawego rozgrywającego. Od 2012 roku jest zawodnikiem Saint-Raphaël Var Handball.

## Sukcesy

### Reprezentacyjne
Igrzyska olimpijskie:
- Rio de Janeiro 2016

Mistrzostwa świata:
- Francja 2017
- Niemcy/Dania 2019

Mistrzostwa Europy:
- Chorwacja 2018

### Klubowe
Puchar EHF:
- 2018

Mistrzostwa Francji:
- 2008, 2009, 2010, 2011
- 2007, 2016

Puchar Francji:
- 2008, 2009, 2010

## Odznaczenia
- Kawaler Orderu Narodowego Zasługi (1 grudnia 2016 r.)[1]